# Битва при Вайссенбурзі
Битва при Вайссенбурзі — перша битва франко-прусської війни, яка відбулася 4 серпня 1870 року в районі міста Вайссенбург (Віссамбур) на франко-німецькому кордоні. Завершилася поразкою французьких військ і захопленням Вайссенбурга прусськими і баварськими військами.

## Перед битвою
Внаслідок провокації з «Емською депешею» прусського канцлера Отто фон Бісмарка французький імператор Наполеон III 19 липня 1870 року оголосив війну Пруссії. Незабаром на боці Пруссії у війну вступили інші німецькі держави, в тому числі Баден, Баварія і Вюртемберг.
На початку війни французьке військове командування розраховувало перенести бойові дії на територію Німеччини. Для цього армія французького маршала Мак-Магона 2 серпня зайняла Саарбрюккен і звідти мала продовжити наступ углиб Німеччини. Разом з цим Мак-Магон здійснив заходи для оборони Ельзасу і Лотарингії від вторгнення німецьких військ: 6-та піхотна дивізія генерала Дюкро отримала наказ обороняти Страсбург, а 2-га піхотна дивізія генерала Дуе отримала наказ зайняти та утримувати Вайссенбург, який дивізія Дюкро залишила 22 липня.
На початку серпня до французького кордону підійшла 3-тя німецька армія під командуванням кронпринца Фрідріха. Французька розвідка не змогла вчасно помітити підхід німецьких військ, а французьке командування недооцінювало супротивника. 3-тя німецька армія збиралася нанести удар по Вайссенбургу і далі, розвиваючи успіх, розчленити французькі війська в Ельзасі та Лотарингії.
Увечері 3 серпня 2-га дивізія Дуе із приданою їй кавалерійською бригадою прибула до Вайссенбургу.

## Сили сторін
2-га піхотна дивізія французів налічувала 8000 вояків і 12 гармат. При цьому штатна чисельність піхотної дивізії французької армії складала 15 000 вояків. Через провал мобілізації та погану логістику дивізія не була повністю укомплектована особовим складом, також у французів були суттєві проблеми з харчами і боєприпасами. Напередодні битви дивізії була придана кавалерійська бригада зі складу 1-го армійського корпусу.
Французам протистояли 4-та баварська піхотна дивізія зі складу 2-го баварського армійського корпусу, 5-й та 11-й прусські армійські корпуси 3-ї німецької армії кронпринца Фрідріха. Безпосередньо в атаці на Вайссенбург брали участь 4-та баварська дивізія та 5-й прусський корпус генерала Кірхбарха — загалом більше 25 тисяч вояків і 144 гармати.

## Битва
Вранці 4 серпня генерал Дуе вислав розвідку на протилежний берег ріки Лаутер, щоб дізнатися місцерозташування сил противника. В той же час німецькі війська 11-го армійського корпусу перейшли через Лаутер значно східніше, в районі Лаутербургу і почали наступ на Вайссенбург зі сходу.
О шостій годині ранку за підтримки артилерії 4-та баварська дивізія з півночі атакувала Вайссенбург. Спроби баварців перейти через Лаутер і захопити місто були невдалими, французи відбили всі атаки. Французи вміло боронилися використовуючи переваги своєї зброї — гвинтівок Шасспо і мітральєз, однак безперервний вогонь німецької артилерії завдав французам відчутних втрат.
Після вступу в бій 5-го прусського корпусу становище французьких військ різко погіршало, над ними нависла загроза оточення. О 10.30 генерал Дуе розпорядився почати відхід у напрямку Коль-дю-Піджонньє. О 11.00 Дуе був смертельно поранений і помер не приходячи до тями.

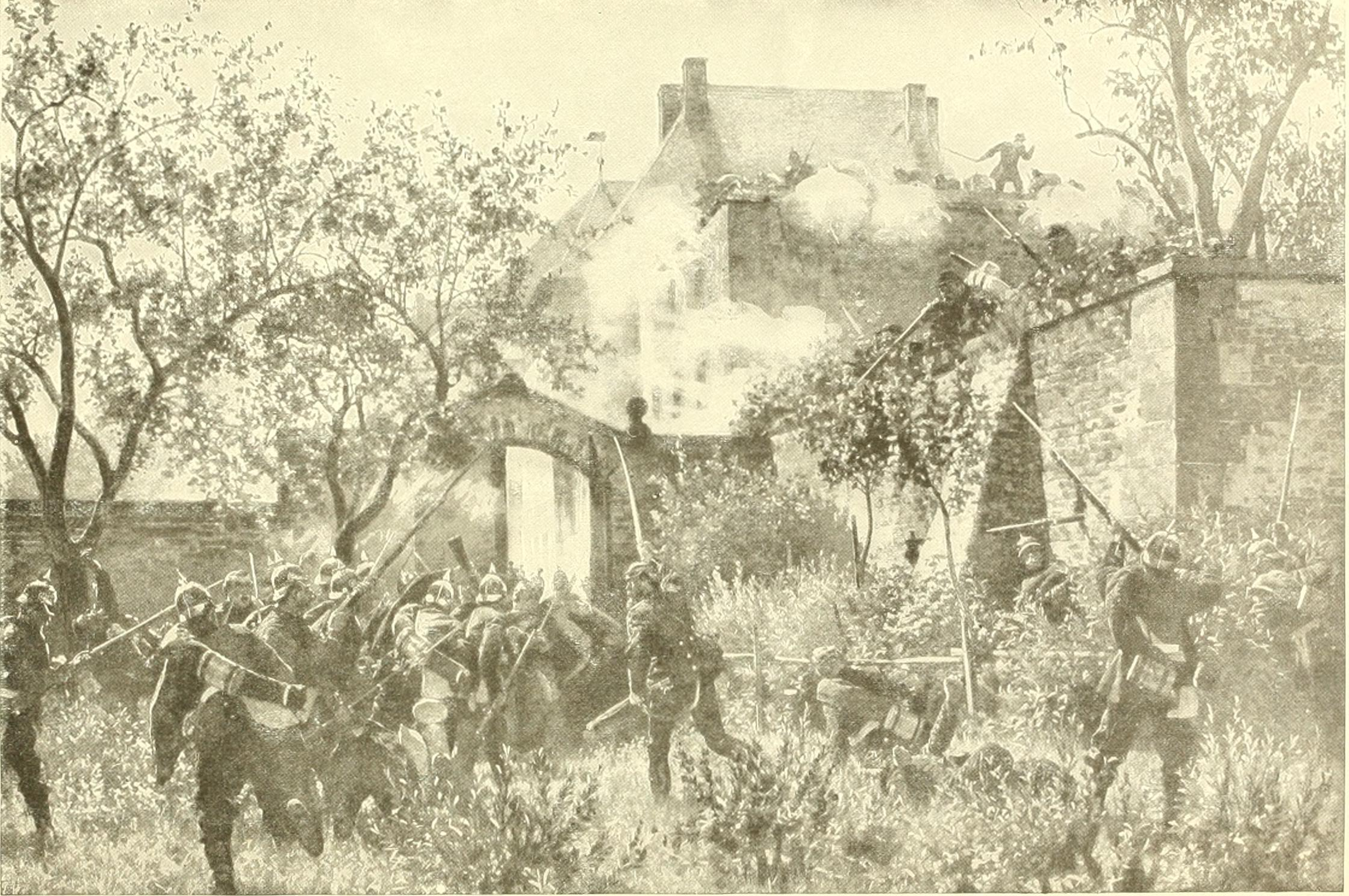
Штурм замку Гайсберг під час битви при Вайссенбурзі

Спроби баварців і пруссаків штурмом оволодіти Вайссенбурргом виявилися безуспішними. Захисники міста завзято оборонялися, при чому захищати місто їм допомагали місцеві жителі. Бої йшли за кожну вулицю і за кожний будинок.
Прусські 5-й та 11-й корпуси по обіді атакували замок Гайсберг, який прикривав шлях відходу французів з Вайссенбургу. Після жорстокого артилерійського обстрілу французький батальйон, який обороняв замок, о 14.00 склав зброю і капітулював. Після захоплення Гайсбергу французький гарнізон Вайссенбургу опинився повністю оточений і був змушений капітулювати.
Незважаючи на капітуляцію захисників Вайссенбургу залишки 2-ї піхотної дивізії змогли відійти на з'єднання з основними силами Мак-Магона. Німці не переслідували втікачів.

## Втрати сторін

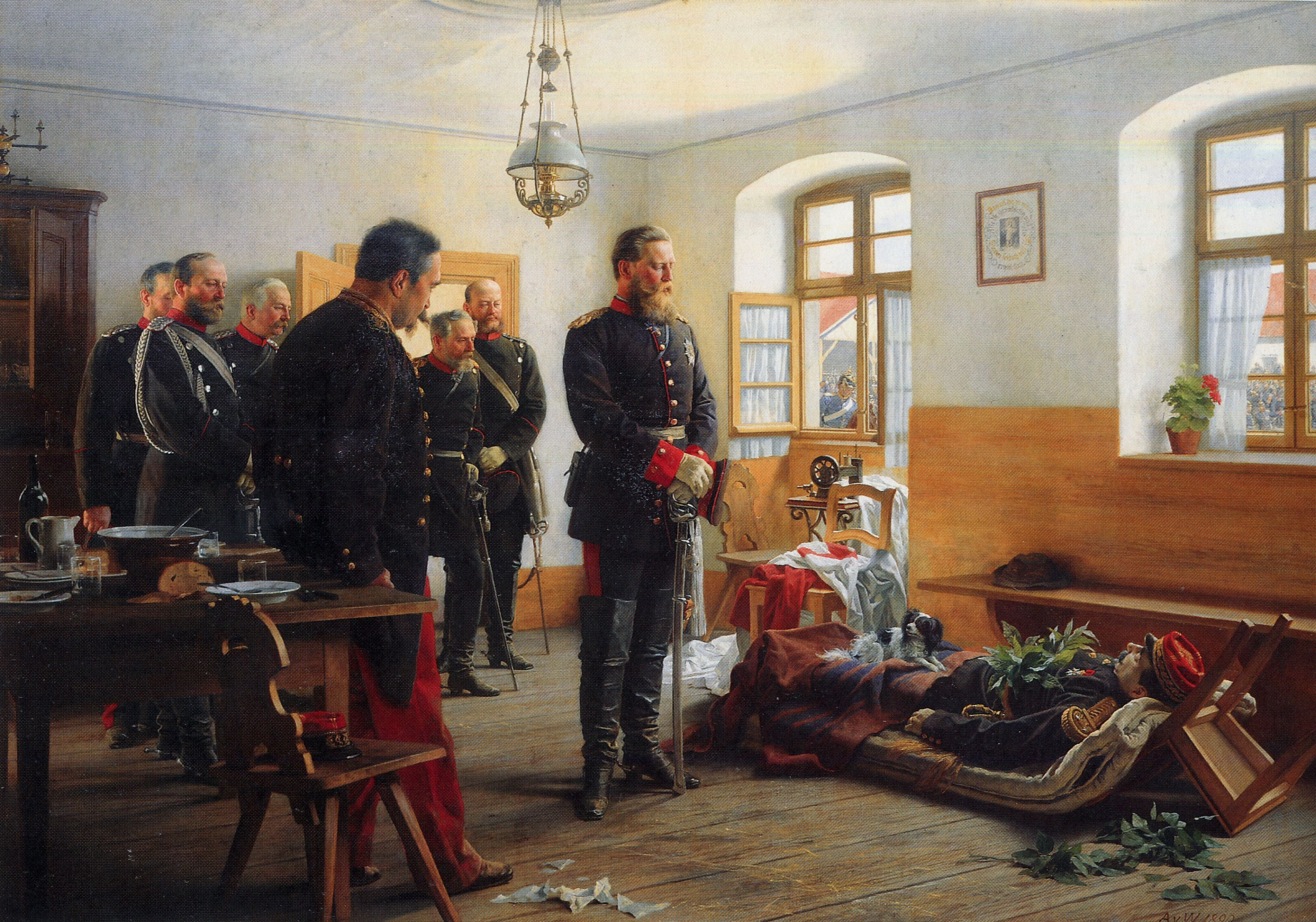
Німецький кропринц Фрідріх біля тіла загиблого під час битви при Вайссенбурзі французького генерала Дуе

В ході битви при Вайссенбурзі німецькі війська втратили 1551 вояка вбитими, пораненими і зниклими безвісти. Французи втратили вбитими і пораненими 1600 вояків (серед них і генерал Дуе), ще 700 французів потрапили в полон.

## Наслідки битви
Битва при Вайссенбурзі не планувалася сторонами конфлікту, це була класична зустрічна битва. Через погану роботу власної розвідки і малочисельність власних військ французи програли першу битву війни. Французька 2-га піхотна дивізія повністю втратила свою боєздатність і для і без того слабкої армії Мак-Магона це була велика втрата. Французькі війська залишили Саарбрюккен і 6 серпня були розбиті німцями під Шпірхерном та при Верті.